# Emil Oremo
Carl Emil Rune Oremo, född 28 maj 1984 i Mo, är en svensk fotbollsspelare som spelar för Sandvikens IF
Han blev utnämnd till "Årets manlige fotbollsspelare i Hälsingland 2013".

## Klubbkarriär
Oremo startade sin fotbollskarriär i moderklubben Moheds SK innan han bytte juniorfotboll mot seniorfotboll i samband med ett klubbyte till IFK Bergvik. Efter några säsonger i IFK Bergvik lämnade han, tillsammans med sin bror Johan Oremo, laget för att testa lyckan hos seriekonkurrenten Rengsjö SK. Efter två säsonger i Rengsjö valde bröderna att ta sig upp i seriesystemet och bytte till division 3-laget Bollnäs GIF där de endast blev kvar ett halvår innan de bytte lag till Söderhamns FF.
Inför säsongen 2007 värvades Oremo till Enköpings SK i superettan. En säsong som kom att bli en skadefylld period för honom. Under sommaren 2008 lånades han ut från Enköping till division 1-klubben Bodens BK. Efter säsongens slut blev det inget förnyat kontrakt i någon av klubbarna för Oremo och jakten på en ny klubbadress började. 2009 skrev han på ett treårskontrakt med division 2-klubben Sandvikens IF. 
Precis innan seriestarten 2010 skrev Oremo på för division 5-klubben IFK Bergvik, dock endast på lån från Sandviken. Han var lagkapten under sin tid i klubben. Inför säsongen 2011 skrev Oremo på för division 3-klubben Trönö IK. Han debuterade för klubben den 25 april 2011 i premiärmatchen mot Selånger SK på Norrporten Arena. Matchen slutade med en 1–5-förlust för Trönö och Oremo gjorde lagets enda mål i den andra halvleken.
Den 1 januari 2013 återvände Oremo till division 2-klubben Söderhamns FF.